# Anedhella stigmata
Anedhella stigmata là một loài bướm đêm trong họ Noctuidae.